# Autonomni plovni objekt
Autonomni plovni objekt je plovni objekt koji ovisno o stupnju automatizacije i zahtjevima za neposrednim nadzorom stalne službe može ploviti bez ukrcane posade ili sa smanjenim brojem članova posade.